# Tamio Kageyama
Tamio Kageyama (japonès: 景山民夫)  (Chiyoda, 20 de març de 1947 - Setagaya, 27 de gener de 1998) va ser un novel·lista japonès.
Atret per les arts, l'exescriptor i assagista de televisió va sorprendre molts crítics quan va guanyar el prestigiós premi Naoki el 1988 per la seva novel·la, Tōi Umi kara Kita Coo (1993). Tamio també va participar en 'pel·lícules com Sakana kara daiokishin !! (1992), Saraba itoshiki hito yo (1987) i Hoshikuzu kodai no densetsu (1985).
Una altra contribució de Tamio és la seva freqüent aparició com a jutge a la sèrie de televisió Iron Chef. Iron Chef enfronta els xefs competidors entre ells en un entorn relativament melodramàtic. Durant les seves aparicions a Iron Chef, Tamio es vesteix amb elegància, amb corbata de llaç, de manera que destaquen els seus comentaris sobre les delícies culinàries que se li serveixen.
Tamio va morir a 50 anys quan es va cremar la seva residència. Es va obrir una investigació al voltant de la mort de l'escriptor.